# Microctenopoma
Microctenopoma je rod sladkovodních afrických labyrintních ryb z čeledi lezounovití. Česky se rod označuje jako ostnovec (tak se však označuje i rod Ctenopoma), případně ostnoveček.

## Taxonomie
- rod Microctenopoma Norris, 1995 - ostnovec[1]
  - Microctenopoma ansorgii Boulenger, 1912 - Ostnovec příčnopruhý
  - Microctenopoma congicum Boulenger, 1887 - Ostnovec konžský
  - Microctenopoma damasi Poll & Damas, 1939 
  - Microctenopoma fasciolatum Boulenger, 1899 - Ostnovec páskovaný
  - Microctenopoma intermedium Pellegrin, 1920
  - Microctenopoma lineatum Nichols, 1923
  - Microctenopoma milleri Norris & Douglas, 1991
  - Microctenopoma nanum (Günther, 1896) - Ostnovec trpasličí
  - Microctenopoma nigricans Norris, 1995
  - Microctenopoma ocellifer Nichols, 1928
  - Microctenopoma pekkolai Rendahl, 1935
  - Microctenopoma uelense Norris & Douglas, 1995